# Spirale
Pour les articles homonymes, voir Spirale (homonymie).

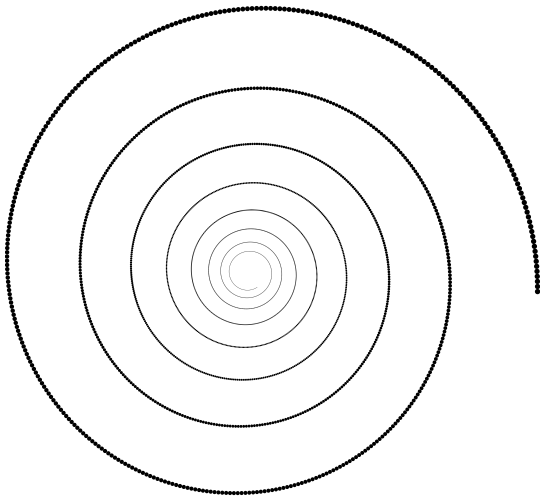
Exemple de spirale plane

En géométrie plane, les spirales  forment une famille de courbes d'allure similaire : une partie de la courbe semble s'approcher d'un point fixe tout en tournant autour de lui, tandis que l'autre extrémité semble s'en éloigner.
Une courbe plane dont l'équation polaire est du type {\displaystyle \rho =f(\theta )} où f est une fonction monotone, est une spirale.

Exemple de spirale conique dont la base est une spirale d'Archimède.

On trouve aussi le terme de spirale pour des courbes en dimension trois qui tournent autour d'un axe en s'en éloignant ou s'en rapprochant comme les spirales coniques (en) ou en restant à distance fixe comme l'hélice circulaire.
La forme de la spirale apparait dans de nombreux aspects de la nature, comme la spirale de Fibonacci et l'escargot de Pythagore. Elle a inspiré les artistes et les écrivains de toutes les époques.

## En mathématiques

### Spirales en dimension deux
Étudiées déjà au IIIe siècle av. J.-C., comme le résultat d'un mouvement mécanique d'un point se déplaçant sur une droite qui tourne autour d'un point, elles s'enrichissent de nouvelles courbes aux formes diverses rencontrées au gré des problèmes géométriques et physiques que se posent les mathématiciens.
Ainsi, il est difficile de trouver une définition générale d'une spirale. Les auteurs semblent s'accorder sur l'idée qu'il s'agit de la trajectoire d'un point tournant autour d'un centre tout en s'en éloignant (ou s'en rapprochant).
- « La spirale est en général une ligne courbe tracée de manière à s'éloigner toujours de son point de départ, en faisant autour de ce point une ou plusieurs révolutions[3] »
- « Les spirales sont les courbes qu'engendre un point qui tourne autour d'un autre en s'éloignant ou en se rapprochant de plus en plus de ce centre[4]. »
- Soit f une fonction croissante, la courbe d'équation polaire {\displaystyle \rho =f(\theta )} est une spirale[5].
- « Une spirale plane est une courbe ayant une équation polaire du type {\displaystyle \rho =f(\theta )} avec f monotone[6]. »

Une spire est alors la portion de courbe parcourue par le point quand il effectue un tour complet autour du centre.
| | | |
| Spirale d'Archimède: elle démarre à l'origine et part vers l'infini en une infinité de spires régulièrement espacées | Spirale logarithmique: elle s'enroule infiniment vers l'origine et vers l'infini en une infinité de spires d'espacement croissant. | Une spirale algébrique dont l'équation polaire est {\displaystyle \rho =f(\theta )} où f est une fonction positive décroissante ({\displaystyle f(x)={\sqrt {x^{2}+16}}-x}). L'enroulement des spires a changé de sens. |

Certains auteurs ajoutent des conditions supplémentaires : elles ne peuvent ni se fermer ni se terminer, une droite les coupe en une infinité de points, elles sont définies sur un intervalle non borné, elles sont de classe de régularité importante. On les imagine parfois sans début ni fin, ou ayant une infinité de spires...Mais ni ces définitions, et encore moins ces restrictions ne peuvent couvrir l'ensemble des courbes que leur découvreurs ont appelées spirales.
| | |                                                                                         |
| Spirale hyperbolique: elle possède une droite asymptote et certaines droites du plan ne la rencontrent pas | Une spirale algébrique dont l'équation polaire est {\displaystyle \rho ={\frac {\theta }{\theta +1}}} pour θ positif. Elle démarre à l'origine et possède le cercle unité comme asymptote. | Spirale de Théodore formée de segments de droites qui n'est pas une courbe de classe C1 |

On trouve même des courbes portant le nom de spirale et ne respectant pas la condition première de s'éloigner constamment d'un point central. On trouve même des spirales  tournant successivement autour de deux centres ou des courbes qui n'ont de spirale que le nom. L'étude des fractales offre aussi de beaux exemples de développements de spirales.
|                                                                              |                                                         |                                     |                                                          |
| Spirale de Fermat: les spires s'approchent puis s'éloignent du point central | Spirale de Cornu: elle s'enroule autour de deux centres | Une spirale de Cotes en forme d'épi | Ensemble de Julia: développement de fractale en spirale. |

Parmi les courbes définies par leur équation
on distingue deux grandes familles principales de  spirales :
- les spirales algébriques dont l'équation polaire est une fonction algébrique de ρ et θ
- les pseudo-spirales dont une équation intrinsèque est Rc = a sm où a et m sont des réels donnés et Rc et s sont respectivement le rayon de courbure et l'abscisse curviligne de la courbe.

Dans la première famille, on trouve la spirale d'Archimède, la spirale de Fermat, la spirale hyperbolique, les spirales paraboliques, etc.
Dans la seconde famille, on trouve, entre autres, la spirale logarithmique, la spirale de Cornu, la développante du cercle. Cette famille est stable par développée : la développée de la pseudo-spirale de paramètre m est une pseudo-spirale de paramètre 2m-1/m.
On peut construire des spirales par morceaux à l'aide d'arcs de cercles ou de segments. Les spirales à centres multiples sont ainsi utilisée pour tracer des volutes. Les spirales tracées à l'aide de segments de droites sont des spirangles (en).
Des moyens mécaniques permettent aussi de construire des spirales : ainsi l'extrémité d'une corde enroulée autour d'un arbre et que l'on déroule en maintenant la corde tendue, dessine une spirale proche d'une développante du cercle.

### Spirales en dimension trois

Une hélice circulaire évoquant un tire-bouchon ou un escalier en spirale

De nombreuses courbes gauches sont appelées des spirales ou des hélices (hélice vient du grec heliks signifiant spirale) parce qu'elles semblent s'enrouler autour d'un axe en s'en éloignant, ou s'en rapprochant constamment. La projection orthogonale de ces courbes dans un plan perpendiculaire à l'axe dessine souvent une spirale plane (ou un cercle). Les solides de révolution sont propices au tracé de spirales sur leur surface. Parmi ces courbes, on distingue plusieurs grandes familles non disjointes, ni exhaustives.
Les hélices
Ce sont des courbes dont la tangente fait un angle constant avec un axe fixe. Dans cette famille, on trouve les hélices cylindriques dont la courbe se dessine sur un cylindre (dont l'hélice circulaire), les hélices coniques dont la courbe se dessine sur un cône et les hélices sphériques.
Les spirales coniques (en)
Le cône de révolution se prête aisément à la construction de courbes dont la projection sur le plan de base est une spirale. Parmi celles-ci on trouve l'hélice conique ou conchospirale qui se projette sur une spirale logarithmique et la spirale de Pappus conique qui se projette sur une spirale d'Archimède.
les spirales sphériques
Des courbes tournant sur un hémisphère possèdent aussi souvent cet aspect de spirale. Parmi ces courbes, on peut citer les courbes suivantes : certaines clélies dont la spirale de Pappus sphérique, l'hélice sphérique dont les tangentes font un angle fixe avec l'axe de la sphère, les loxodromies (qualifiées parfois de spirales) dont les tangentes font un angle fixe avec les méridiens.

## Dans la nature
On trouve des formes évoquant celles de la spirale dans toutes les échelles du vivant et du monde physique.
Le premier type d'occurrence est associé à une croissance combinée avec un mouvement tournant. La spirale est bien connue et bien visible dans les formes de coquilles d'escargots ou de gastéropodes qui se développent de manière orientée - chaque espèce se répartissant majoritairement selon un type soit lévogyre (en regardant le coquillage la pointe placée en avant et l'ouverture en arrière, les spires tournent dans le sens trigonométrique) soit dextrogyre (les spires tournent dans le sens horaire). Les cornes de cervidés  (tels celles des béliers et des antilopes) offrent de beaux développements spiralés.
La spirale est un peu moins voyante mais fréquente en botanique, avec par exemple la structure du chou romanesco ou de la pomme de pin, la disposition spiralée des graines du tournesol, ou le point d'insertion des feuilles sur la tige (l'angle dièdre passant par l'axe de la tige et deux points qui se succèdent est la divergence, valeur caractéristiques de l'espèce).
|                          |                                         |                                                            |                     |
| Theba pisana de Camargue | Coquille lévogyre du lanistes ovum (en) | Un mouton Hebridean noir mature avec les cornes en spirale | Fleur de tournesol. |

D'autres spirales sont issues de l'adaptation du vivant à l'environnement. Les animaux à queue comme le caméléon ou l'hippocampe enroulent leur appendice et on retrouve alors la spirale comme on peut l'observer dans une corde enroulée posée au sol. C'est la même forme que l'on peut observer chez des myriapodes. Les plantes grimpantes dessinent des spirales quand elles s'enroulent autour d'un tuteur ou lancent des vrilles pour s'y agripper.
Le spirographe déploie ses filaments en spirales pour se nourrir et respirer. Pour construire sa toile, l'araignée procède à la construction successive de deux spirales.
On retrouve cette courbe dans la trajectoire des animaux méfiants s'approchant de leur cible. Asa Schaeffer voit même en elle la trajectoire naturelle d'un être vivant privé de ses moyens d'orientation,. On observe également une organisation en spirale dans les rassemblements de rennes, , de pingouins ou dans les vortex de poissons pour se protéger des prédateurs ou du froid. Ce comportement est à rapprocher des courbes de poursuites mutuelles étudiées en mathématiques.
|                                             |                  |                             |                             |
| Mille-pattes enroulé en spirale d'Archimède | Vrilles de vigne | Toile d'araignée en spirale | Filaments d'un spirographe. |

La spirale est également présente dans le monde animal (certains tissus musculaires) et dans le monde microscopique chez certaines bactéries. Les bactéries spiralées sont souvent pathogènes pour divers animaux et certaines le sont pour l'homme (ex spirochètes responsables de la syphilis, ou bactéries du genre Borrelia responsables de la maladie de Lyme, ou chez les Campylobacter , Campylobacter pyloridis responsables d'ulcères de l'estomac. Chez ces bactéries, la morphologie spiralée est souvent associée à une motilité particulière, adaptées au mucus ou à d'autres environnements mucilo-gélatineux (ex : intérieur de l'œil pour certaines borrélies). La forme spiralée (en tire-bouchon) et une motilité particulière de ces organismes semblent leur donner un avantage sélectif dans les environnements visqueux et mucilagineux.
Dans des dimensions encore plus petites, l'ADN est lui-même spiralé (quand il n'est pas déroulé), mais il existe aussi chez les bactéries des ADN circulaires (en anneau).
|                                         |                                            |                                                                  |                                                                                |
| Cochlée (à droite) de l'oreille interne | Dessin en spirale d'une empreinte digitale | Forme hélicoïdale d'un tréponème pâle au microscope électronique | Structure 3D, de la macromolécule hélicoïdale de l'ADN, support de l'hérédité. |

La chimie et la physique, en particulier la mécanique des fluides et l'astrophysique présentent aussi des exemples de déploiement en spirale. La  formation de tourbillons d'air ou d'eau ou les phénomènes météorologiques en offrent de nombreuses illustrations, ainsi que les galaxies spirales.
|                                     |                                            |                                             |                              |
| Tourbillon dans une bouteille d'eau | Tourbillon d'air autour d'une aile d'avion | Image satellitaire de la tempête Juan blanc | Galaxie spirale Messier 100. |

## Technologie

Mouvement contraint de deux spirales d'Archimède l'une dans l'autre, qui évoque schématiquement le principe de certains compresseurs. Les points de contact entre les deux spirales se déplacent eux-mêmes en suivant le tracé de la spirale rouge.

La spirale possède des propriétés géométriques exploitées par plusieurs mécanismes créés par l'homme, par exemple le ressort spiral ou le disque microsillon.

## Aspects culturels

### Vocabulaire
En latin spira ou en grec ancien σπείρα / speira, ce mot désigne un enroulement.
Dans le langage courant, et notamment en dessin et en architecture les adjectifs spiral et spiralé désignent toutes les formes évoquant la spirale mathématique (escalier en spirale...) ou comprenant une suite de circonvolutions.

### En art
Parmi les plus anciennes traces de spirales gravées par l'homme, on trouve une plaque d'ivoire décorée de spirales provenant de la culture paléolithique de Mal'ta près d'Irkoutsk (environ  XXe millénaire av. J.-C.), des baguettes ornées de spirales découverte dans la vallée d'Arudy et datant du magdalénien,, les spirales dessinées dans le cairn de Gavrinis (Ve millénaire av. J.-C. ), celles situées à l'entrée du tumulus de Newgrange (IIIe millénaire av. J.-C.). La signification de ces  dernières reste encore obscure même si la fréquence de la spirale et du triskèle dans l'art celte ultérieur comme le livre de Durrow ou le livre de Kells avec des symboliques variées (croissance, énergie, passage, arrivée et fin de vie) tend à lui donner une résonance religieuse. De même la signification de  la spirale dessinée sur le disque de Phaistos datant du IIe millénaire av. J.-C. n'est pas encore trouvée.
|                                                                   |                           |                                                                      |
| Bloc d'entrée du tumulus de Newgrange (IIIe millénaire av. J.-C.) | Détail du livre de Durrow | Symboles en spirale du disque de Phaistos (IIe millénaire av. J.-C.) |

Elle apparait comme élément figuratif, représentant la toison des béliers comme dans le temple d'Amon à Naqa (Ier siècle), symbolisant la végétation comme dans le pectoral scythe de Tovsta Mohyla (IVe siècle av. J.-C.), ou dans une représentation animalière comme le singe des géoglyphes de Nazca (entre le IIe siècle av. J.-C. et le VIe siècle apr. J.-C.).
|                                                |                                         |                           |
| Toison en spirale d'un bélier du temple d'Amon | Pectoral scythe avec motifs en spirales | Lignes de Nazca: Le Singe |

Elle est aussi un élément décoratif dans les monuments comme dans la stupa de Sanchi en Inde (IIIe siècle av. J.-C.), les volutes des colonnes ioniques (VIe siècle av. J.-C.) ou corinthiennes (IVe siècle av. J.-C.) et dans les églises médiévales.
L'architecture religieuse en fait un usage pour symboliser une ascension réelle ou spirituelle vers le ciel comme dans la mosquée de Samara, les représentations de la tour de Babel de Cornelis Anthonisz, Pieter Brueghel l'Ancien ou Gustave Doré, les colonnes en spirales, ou les clochers torsadés.
|                           |                                          |                                                      |
| Grande mosquée de Samarra | Pilier en spirale de la chapelle Rosslyn | Clocher tors de la maison du compagnonnage à Nantes. |

Au XVIe siècle, avec la figura serpentinata du maniérisme, et plus encore au XVIIe siècle avec l'arrivée du baroque, la spirale évocatrice du mouvement  prend de l'importance. Albrecht Dürer lui consacre plusieurs pages de son ouvrage Instructions pour la mesure à la règle et au compas , Léonard de Vinci l'utilise pour donner vie à des chevelures ou au mouvement de l'eau, Pierre Paul Rubens en fait une structure dans ses tableaux.
|                                                   |                                              |                                                                 |
| Léonard de Vinci, étude pour la chevelure de Léda | Léonard de Vinci, étude pour une destruction | Rubens, Vierge à l'Enfant et son tourbillon de saints Innocents |

Cette utilisation de la spirale pour figurer le mouvement de l'air et de l'eau se retrouve dans la peinture japonaise et se poursuit jusqu'au XIXe siècle, par exemple chez  Vincent van Gogh et Nicolò Barabino.
|                                      |                                 |                                                   |
| Hokusai, La Grande Vague de Kanagawa | Van Gogh,La Nuit étoilée (1889) | Niccolo Barabino, La Gloire de saint André, Gênes |

Durant le XXe siècle, une importance plus grande est accordée à la science et à la géométrie dans le milieu artistique. Nombres d'artistes placent la spirale comme élément central de leurs œuvres la chargeant d'une symbolique forte : symbole de la vitesse et du possible chez les futuristes, symbole d'une expansion dévorante chez les vorticistes, socialisme grandiose et scientifique chez Vladimir Tatline, , vision hypnotique et provocatrice dans les spirales de Marcel Duchamp (rotorelief et Anémic Cinéma) et chez les membres du mouvement de l'art cinétique, symbolisme mystérieux dans l'arbre de vie de Gustav Klimt, cycle de la vie chez Jordi Bonet,, tentative de contrôle du chaos chez Louise Bourgeois,, spirales aspirantes de Betty Goodwin,, modèle de croissance de la cité chez Le Corbusier et son projet de musée à croissance illimitée, forme pure du mouvement chez Paul Klee, pessimisme de la  Spiral Jetty de  Robert Smithson,, transe hypnotique chez Friedrich Hundertwasser, spirales de Maurits Escher, de Johannes Itten ,, de Bernard Réquichot ...
L'art déco en fait un élément de décor familier tant intérieur qu'extérieur.
|                                      |                                           |                                                              |
| Klimt, L'Arbre de Vie, Frise Stoclet | Smithson, Spiral Jetty vue du point Rozen | Tatline, Projet de monument pour la Troisième Internationale |

### En littérature

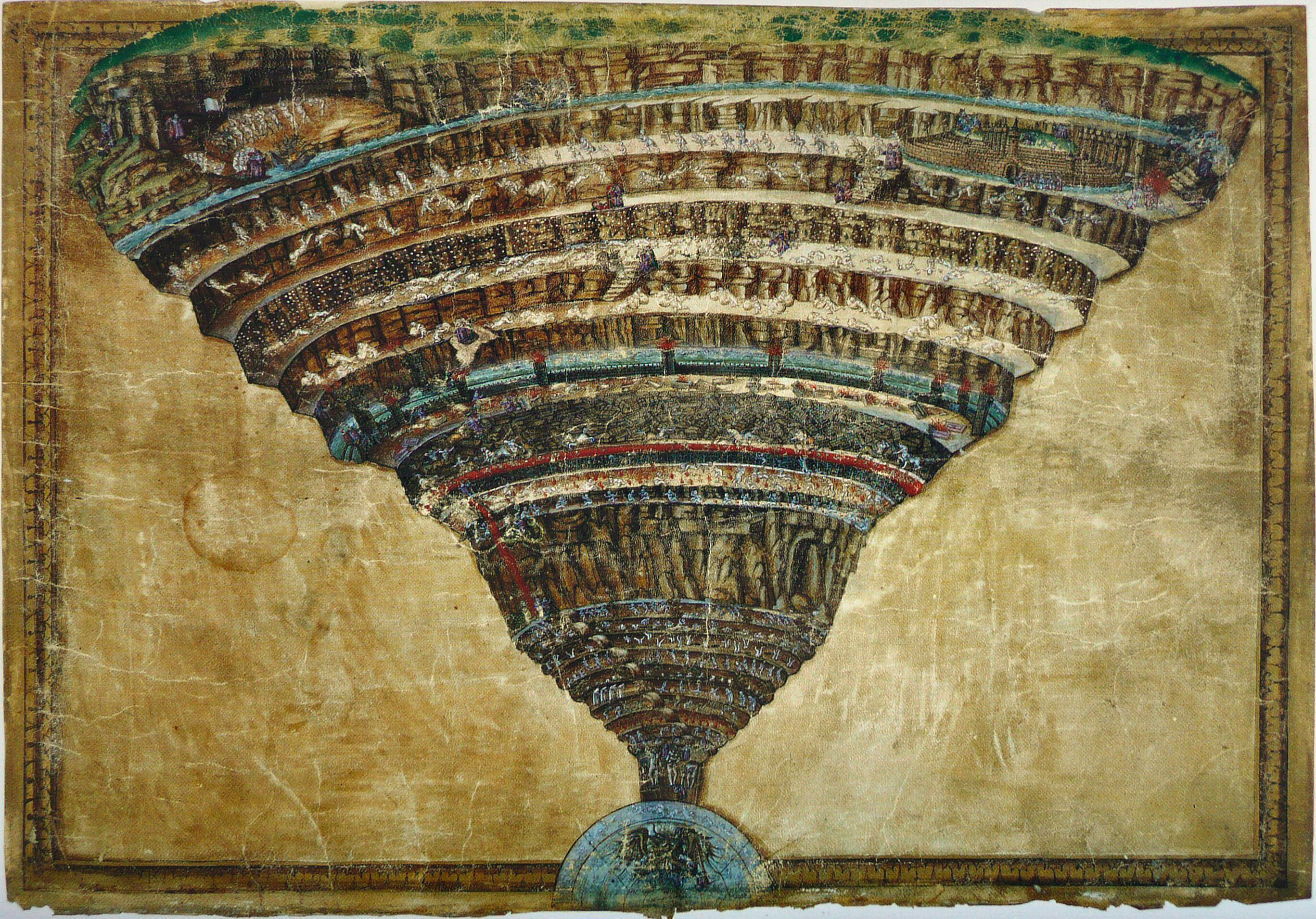
Sandro Botticelli - La Carte de l'Enfer - Illustration de l'Enfer dans La divine Comédie de Dante

La spirale s'invite aussi en littérature. Dante Alighieri décrit sa descente aux enfers comme un voyage en spirale de cercle en cercle. Edgar Poe dans sa nouvelle Une descente dans le Maelstrom fait de ce phénomène une descente aux abîmes  suscitant effroi et admiration et dont on ressort transformé comme  « un voyageur revenu du monde des esprits ». Ces deux expériences sont à rapprocher de l'expression « spirale infernale » indiquant un phénomène dans lequel on est entrainé et conduisant à une destruction.
Gustave Flaubert avait le projet d'une nouvelle La Spirale, inspirée par Les Paradis artificiels de Charles Baudelaire  dans laquelle son héros « enroulerait autour du thyrse de la réalité la spirale de rêves » provoqués par le haschich.

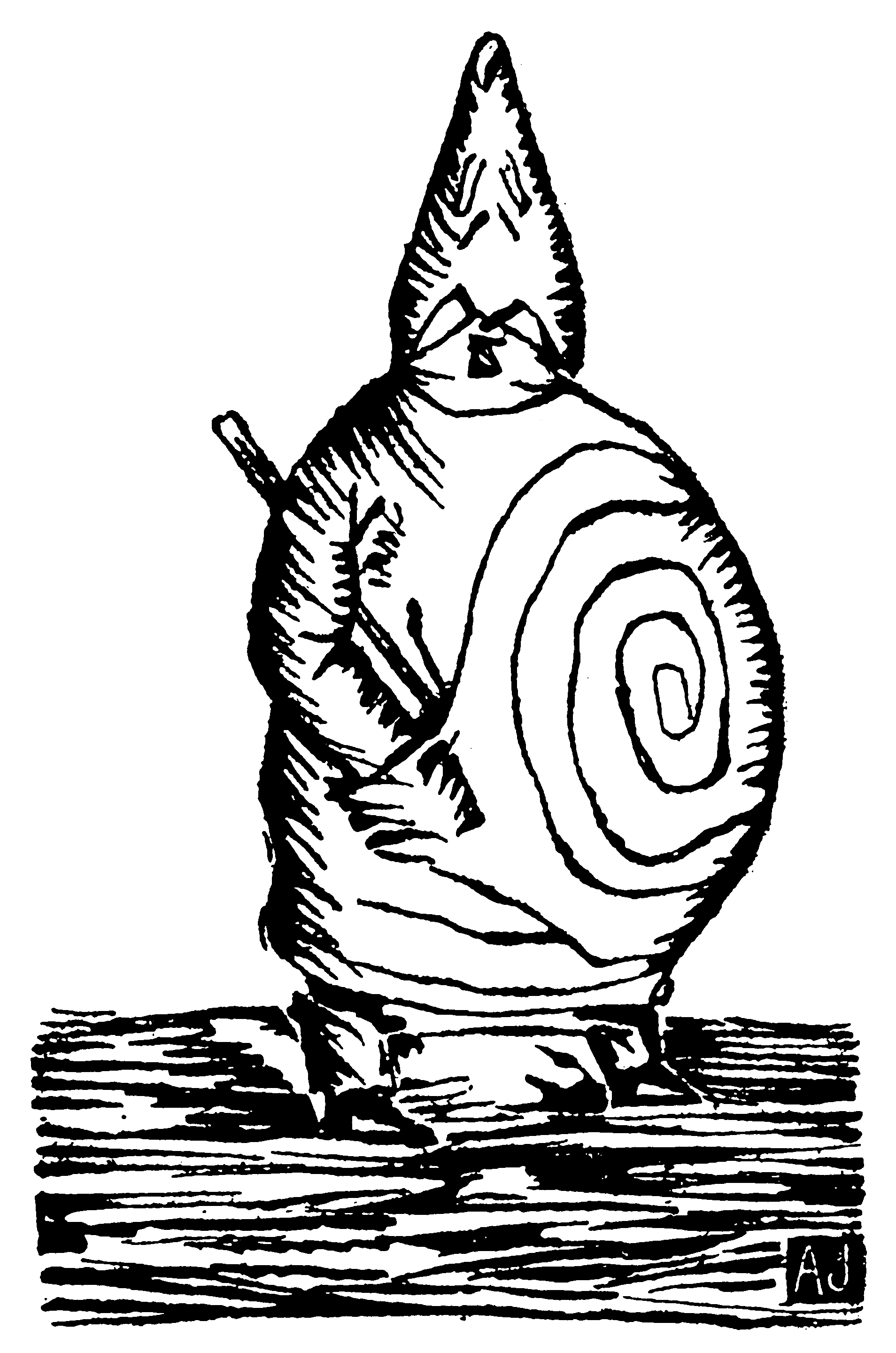
Véritable portrait de Monsieur Ubu, par Alfred Jarry

Alfred Jarry, quant à lui, fait de la spirale de son père Ubu, un phénomène en expansion illustrant les appétits dévorants de son personnage, mais aussi sa vanité et son enflure. Cette « Gidouille » devient le signe de reconnaissance des pataphysiciens.
La spirale est un élément central dans l’œuvre du poète William Butler Yeats (La seconde venue - A vision  -  l'Escalier en spirale ). Elle illustre la vision de Yeats sur l'évolution d'une vie, ou plus généralement de l'histoire de l'humanité, qui procèderait en spires successives sur une double escalier conique se rétrécissant et s'élargissant.
Elle est une symbolique puissante chez James Joyce (Ulysse - Finnegans Wake) à tel point que Constantin Brancusi utilise cette image pour représenter Joyce (Symbole de Joyce), ou chez Samuel Beckett (L'Innommable) comme une vision concentrique vers un anéantissement.
Chez les philosophes comme Hegel et son Kreislauf ou Roland Barthes, elle illustre une conception de l'histoire ou du monde. La didactique utilise l'image d'une progression en spirale pour évoquer le principe de revenir sur une notion en cercles successifs à des niveaux croissants de connaissance et de maîtrise.

### Divers
- La spirale est un motif fréquent dans la décoration (frises, bijoux, tissus, dessins, tatouages, carrelages, etc.).
- Regarder une spirale qui tourne provoque un effet d'optique, qui fascine et est réputé faciliter l'hypnose. C'est un thème souvent exploité dans les dessins animés.
- En bande dessinée, les yeux d'un personnage dessinés en spirale évoquent — selon le contexte — la confusion du personnage, le fait qu'il soit sonné, fou, etc.
- Un manga d'horreur one shot de Junji Itō intitulé Uzumaki (spirale en japonais) a pour thème l'obsession des spirales.
- La spirale est utilisée dans la série américaine Teen Wolf pour désigner la vengeance d'un loup-garou. Peter Hale l'utilise dans la saison 1 pour se venger de Kate Argent. Elle est également utilisée dans la saison 3A.
- Le sound system britannique Spiral Tribe doit son nom à l'un de ses fondateurs, Mark Harrison, fasciné par la symbolique de la spirale.

### Mathématiques
- Francisco Gomes Teixeira, Traité des Courbes Spéciales Remarquables Planes et Gauches, t. 2, Coimbra, Imprensa da Universidade, 1909
traduit de l’original en espagnol de 1899, revu et très augmenté. Réédition: dans les Obras sobre Matemática, volume V, 1908–1915; Chelsea Publishing Co, New York, 1971; Éditions Jacques Gabay, Paris, 1995 [lire en ligne].
- André Stoll, « Les spirales », Repères, IREM, no 39,‎ 2020 (lire en ligne)

### Art
- Denise Faucher, la spirale : symbole mystique dans l’art, 6 mai 2000 (lire en ligne)
- René Huyghe, Formes et Forces : de l'atome à Rembrand, Flammarion, 1971
- René Huyghe, Dialogue avec le visible : connaissance de la peinture, Flammarion, 1955
- (en) Theodor A. Cook, The Curves of Life : An account of spiral formations and their application to growth in nature, to science and to art, London Constable, 1914 (lire en ligne)
- (en) Kinko Tsuji et Stefan C. Müller, Spirales and Vortices : In Culture, Nature, and Science, Springer, 2019 (DOI 10.1007/978-3-030-05798-5)
- (en) Nico Israel, Spirals : The Whirled Image in Twentieth-Century Literature and Art, Columbia University Press, 2015
- Tania Zimmermann et Michael Zimmermann, « La spirale, forme de pensée de la création », Genesis (Manuscrits, recherche, invention), no 24,‎ 2004 (lire en ligne)
- Arpam, « Vue panoramique sur la présence des mathématiques dans les œuvres artistiques à travers deux univers de l'art décoratif », sur Association pour la Réalisation et la Gestion du Parc de Promenade et d'Activités Mathématiques, 2010